# 7296 Ламарк
7296 Ламарк (7296 Lamarck) — астероїд головного поясу, відкритий 8 серпня 1992 року.
Тіссеранів параметр щодо Юпітера — 3,583.